# Harley Earl
Harley J. Earl (Hollywood, 22 novembre 1893 – Palm Beach, 10 aprile 1969) è stato un designer statunitense.

## Biografia
Nacque in California nel 1893 dopo che suo padre, di professione taglialegna, vi si era trasferito 4 anni prima dal Michigan. Earl senior, a Los Angeles, si trasformò da taglialegna in carpentiere, dedicandosi alla costruzione di carrozze. Con l'avvento dell'automobile fondò, nel 1908, la Earl Automobile Works, realizzando parti e accessori auto.
Il giovane Harley seguì le orme del padre ed iniziò la sua carriera progettando bighe romane, carrozze rococò ed in seguito auto speciali per gli Studios cinematografici; quelle conoscenze gli furono anche utili in seguito per la progettazione di un autocarro ad uso mostra itinerante, il GM Futurliner.
Nel 1927 Lawrence Fischer, divenuto presidente della Cadillac, chiese all'amico Earl di aiutarlo al restyling della LaSalle, che stava deludendo le aspettative. Il suo lavoro attirò l'attenzione del presidente della General Motors Alfred P. Sloan, che gli affidò la realizzazione e la gestione dell'"Art and Colour Departement".

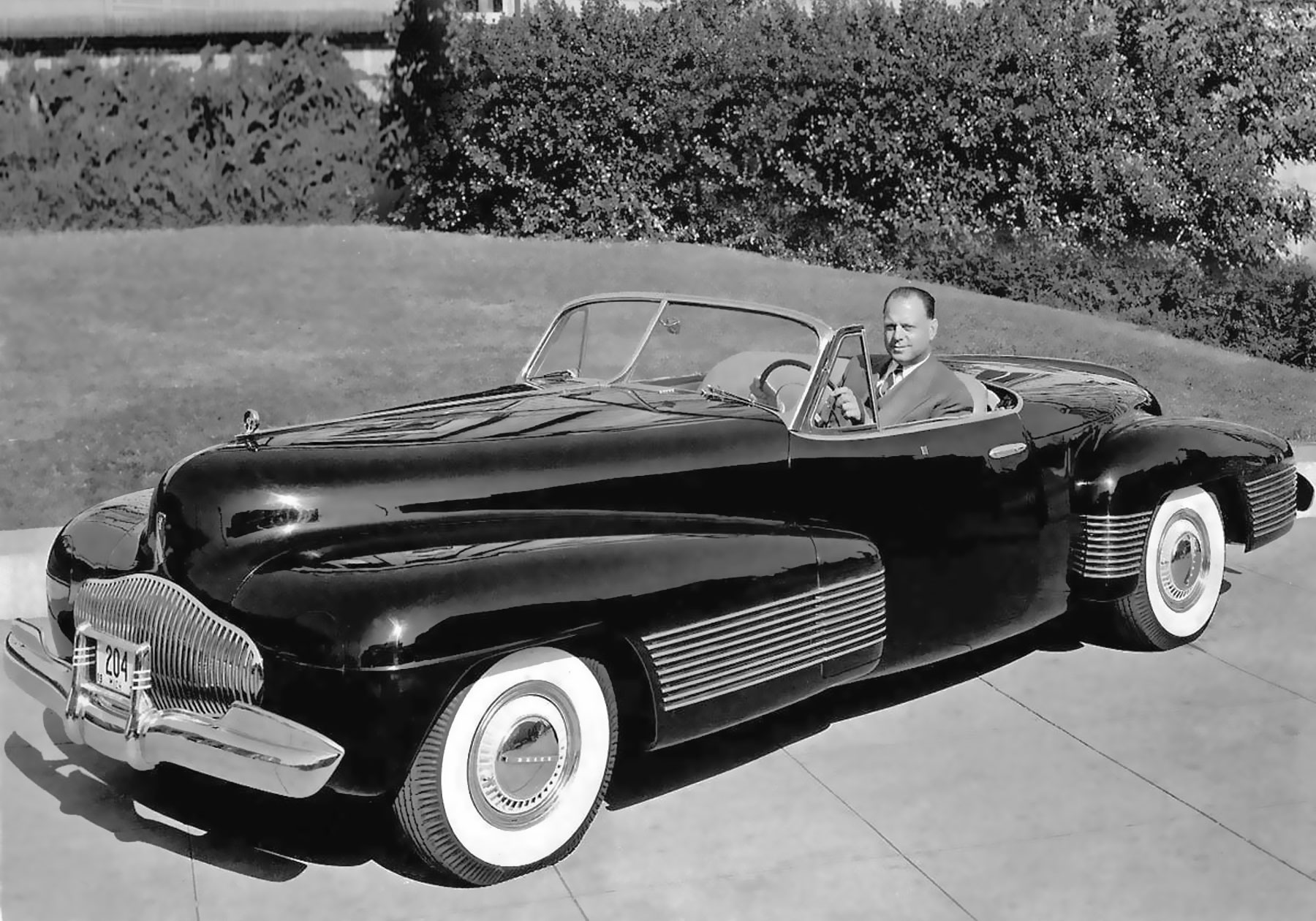
Earl e la Buick Y Job. La prima concept car mai costruita.

Earl progettò l'elegante LaSalle 303 che fu la prima automobile americana disegnata da uno stilista e posta in commercio. Con essa Cadillac ebbe fama di costruttore di vetture di elevato contenuto estetico ed il progettista divenne uno dei pionieri del design automobilistico. A lui si devono soluzioni estetiche come le pinne posteriori, destinate a diventare un classico.
Il suo capolavoro fu comunque la Buick Y-Job, la prima concept car in assoluto. L'auto riflette i principi estetici di Earl: linee filanti, ridimensionamento dei fari, poche cromature, capottina a scomparsa. Nel 1951 iniziò a pensare ad una piccola vettura sportiva a basso costo di soli due posti: il progetto XE-122 portò alla nascita della Chevrolet Corvette.
Tra le altre sue attività vi fu quella di commissario della NASCAR e viene tuttora ricordato con un trofeo a suo nome che incorona il vincitore della Daytona 500; venne anche inserito nella Automotive Hall of Fame nel 1986.
Earl morì il 10 aprile 1969, a 75 anni, dopo una corsa in West Palm Beach in Florida.